# با گوآ

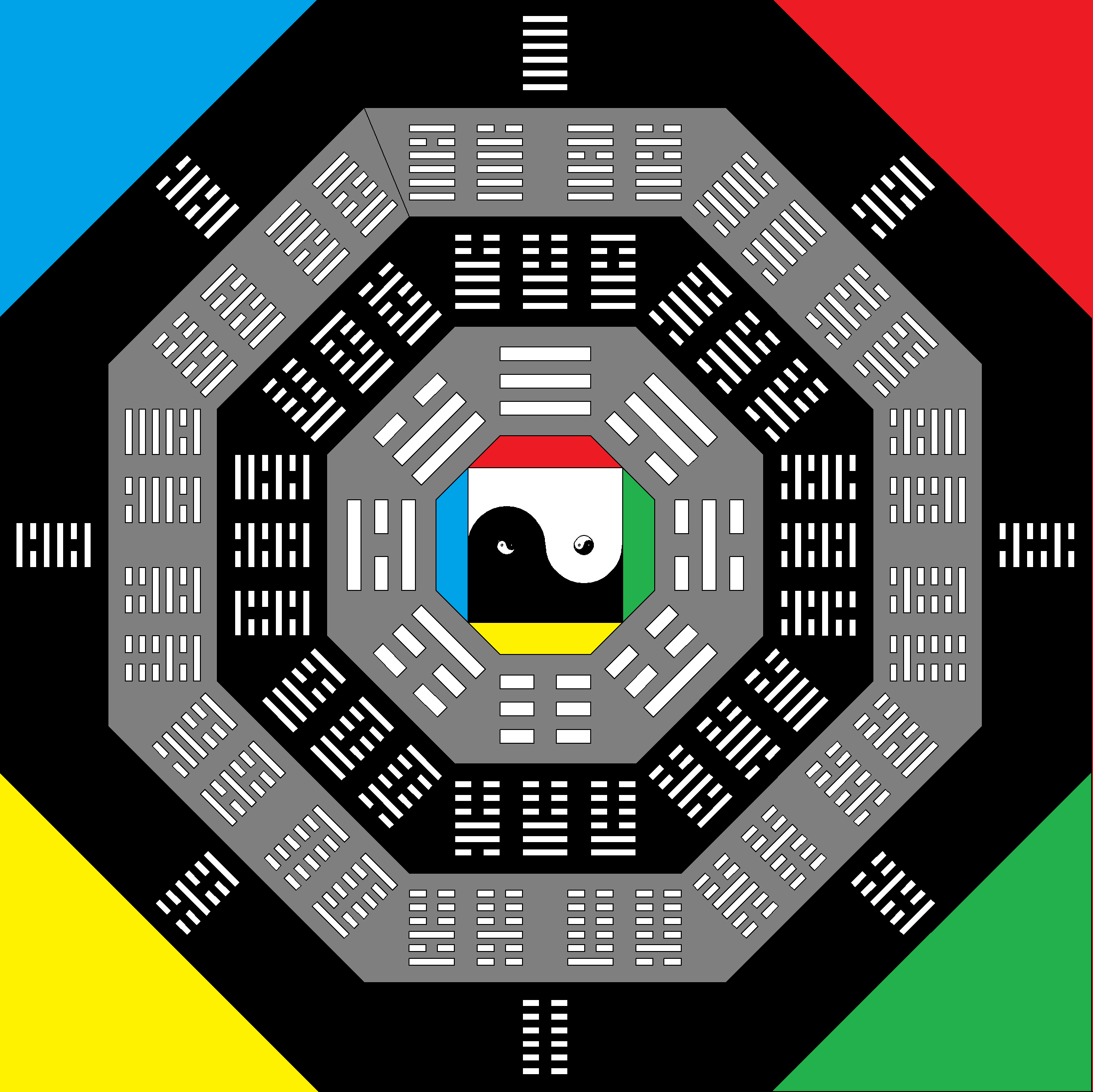

باگوآ (به زبان چینی:鎌؛ به پین‌یین:bāguà؛ به وید جایلز:pakua) یا پاکوآ، با معنی لغوی «هشت نماد»، عبارت است از هشت سه‌خطی که در کیهان‌شناسی تائو برای بیان حقایق با هشت مفهوم مرتبط با هم بکار گرفته می‌شود. هر کدام از این هشت نماد شامل سه خط است که هر کدام می‌تواند خط کامل به عنوان یانگ یا خط شکسته به عنوان یین باشد. به خاط ساختارشان در انگلیسی آن‌ها را با نام سه‌خطی (trigram) می‌شناسند.
سه‌خطی‌ها مربوط به فلسفه تای‌جی، تای چی چوان و وو ژینگ یا «پنج عنصر» هستند. رابطه میان این سه‌خطی‌ها را به دو گونه نشان می‌دهند: روش بسیار کهن (先天八卦) که با نام‌های «بهشت پیشین» یا باگوآی فوژی (伏羲八卦) هم شناخته می‌شود و دیگری روش آشکارشده (後天八卦) که با نام‌های «بهشت پسین» یا باگوآی شاه ون هم شناخته می‌شود. سه‌خطی‌ها در نجوم، طالع‌بینی، جغرافی، کالبدشناسی و موارد دیگر هم کاربرد دارد.
در کتاب باستانی کلاسیک چین، ئی چینگ، شامل ۶۴ زوج سه‌خطی (با نام هگزاگرام شناخته می‌شوند) و تفسیر آنهاست.
| 乾 Qián ☰  | 兌 Duì ☱     | 離 Lí ☲ | 震 Zhèn ☳ | 巽 Xùn ☴    | 坎 Kǎn ☵ | 艮 Gèn ☶ | 坤 Kūn ☷ |
| ---------- | ------------ | ------- | --------- | ----------- | -------- | -------- | -------- |
| بهشت/آسمان | دریاچه/مرداب | آتش     | تندر      | باد         | آب       | کوه      | زمین     |
| 天 Tiān    | 澤(泽) Zé    | 火 Huǒ  | 雷 Léi    | 風(风) Fēng | 水 Shuǐ  | 山 Shān  | 地 Dì    |

## ارتباط با اصول دیگر

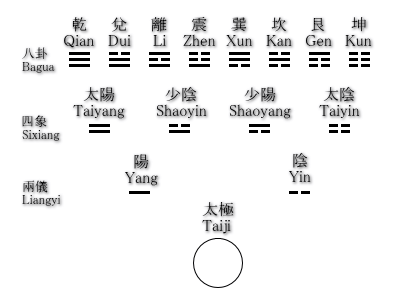
نمادهای دیگر برگرفته از باگوآ

دو سرچشمه احتمالی برای باگوآ وجود دارد: اول اینکه از فلسفه یین و یانگ سنتی گرفته شده‌باشد. ارتباط با آن در فو هسی چنین آمده‌است:
無極生有極、有極是太極、

太極生兩儀、即陰陽;

兩儀生四象: 即少陰、太陰、少陽、太陽、

四象演八卦、八八六十四卦
نامحدود (Wuji)، حائل را به وجود می‌آورد و این مطلق (تایجی) است

تایجی دو شکل یین و یانگ را پدید می‌آورد

این دو شکل، چهار پدیده را به‌وجود می‌آورند، با نام‌های یین کوچک، یین بزرگ (تای‌یین به معنی :ماه هم هست)، یانگ کوچک، یانگ بزرگ (تای‌یانگ به معنی خورشید هم هست).

چهار پدیده بر هشت سه‌خطی عمل می‌کنند و هشت در هشت می‌شود شصت و چهار شش‌خطی.
توضیح دیگر برای سرچشمه آن مربوط به دودمان پادشاهی شاه ون از ژو است: "هنگام آغاز جهان، آسمان و زمین وجود داشت. آسمان با زمین همبستر شد و همه چیز را در جهان بدنیا آورد. آسما کیان‌گوآ و زمین کون‌گوآ است. شش گوآی دیگر دختران و پسران آن‌ها هستند."
سه‌خطی‌ها به پنج عنصر وو ژینگ که در فنگ شویی و پزشکی سنتی چینی بکار می‌رود مربوط است. این پنج عنصر عبارتند از: چوب، آتش، زمین، فلز و آب. سه‌خطی‌های آب (کان) و آتش (لی) مستقیماً مربوط به عناصر آب و آتش هستند. عنصر زمین متناظر سه‌خطی‌های زمین (کون) و کوه (گن) است. عنصر چوب متناظر سه‌خطی‌های باد (خون) و تندر (ژن) است. عنصر فلز متناظر سه‌خطی‌های آسمان (کیان) و دریاچه (دویی) است.

## آسمان پیشین منسوب به فوشی

چیدمان سه‌خطی‌های آسمان پیشین منسوب به فوشی

| 卦名 نام | 自然 طبیعت    | 季节 فصل | 性情 شخصیت | 家族 خانواده       | 方位 جهت      | 意義 معنی                         |
| -------- | ------------- | -------- | ---------- | ------------------ | ------------- | --------------------------------- |
| 乾 Qián  | 天 آسمان/بهشت | تابستان  | نوآور      | 父 پدر             | 南 جنوب       | انرژی گسترش‌پذیر، آسمان.           |
| 巽 Xùn   | 風 باد        | تابستان  | آرام       | 長女 بزرگترین دختر | 西南 جنوب‌غربی | نفوذ آرام، قابلیت انعطاف.         |
| 坎 Kǎn   | 水 آب         | پاییز    | گرداب      | 中男 پسر میانی     | 西 جنوب‌غربی   | خطرناک، رودخانه‌های تند، ژرف، ماه. |
| 艮 Gèn   | 山 کوه        | پاییز    | بی‌جنبش     | 少男 کوچکترین پسر  | 西北 شمال‌غربی | سکون، نداشتن جابجایی.             |
| 坤 Kūn   | 地 زمین       | زمستان   | پذیرنده    | 母 مادر            | 北 شمال       | انرژی پذیرا که بازدهی دارد.       |
| 震 Zhèn  | 雷 تندر       | زمستان   | برانگیختن  | 長男 بزرگترین پسر  | 東北 شمال‌شرقی | برانگیختگی، دگرگونی، بخش.         |
| 離 Lí    | 火 آتش        | بهار     | پیوسته     | 中女 دختر میانی    | 東 شرق        | جابجایی تند، درخشندگی، خورشید.    |
| 兌 Duì   | 澤 دریاچه     | بهار     | لذت‌بخش     | 少女 کوچکترین دختر | 東南 جنوب‌شرقی | گوارایی، خرسندی، ایستایی.         |

## آسمان پسین» منسوب وِن وانگ

چیدمان سه‌خطی‌های آسمان پسین منسوب به ون وانگ

| 卦名 Name | 自然 Nature | 季节 Season | 性情 Personality | 家族 Family        | 方位 Direction | 意義 Meaning                      |
| --------- | ----------- | ----------- | ---------------- | ------------------ | -------------- | --------------------------------- |
| 離 Li     | 火آتش       | تابستان     | پیوسته           | 中女 دختر میانی    | 南 جنوب        | جابجایی تند، درخشندگی، خورشید.    |
| 坤 Kun    | 地 زمین     | تابستان     | پذیرا            | 母 مادر            | 西南 جنوب‌غربی  | انرژی پذیرا که بازدهی دارد.       |
| 兌 Dui    | 澤 دریاچه   | پاییز       | Joyous           | 少女 کوچکترین دختر | 西 غرب         | گوارایی، خرسندی، ایستایی.         |
| 乾 Qian   | 天 بهشت     | پاییز       | نوآور            | 父 پدر             | 西北 شمال‌غربی  | انرژی گسترش‌پذیر، آسمان.           |
| 坎 Kan    | 水 آب       | زمستان      | ژرف              | 中男 پسر میانی     | 北 North       | خطرناک، رودخانه‌های تند، ژرف، ماه. |
| 艮 Gen    | 山 کوه      | زمستان      | Still            | 少男 کوچکترین پسر  | 東北 شمال‌شرقی  | سکون، نداشتن جابجایی.             |
| 震 Zhen   | 雷 تندر     | بهار        | برانگیختن        | 長男 بزرگترین پسر  | 東 شرق         | برانگیختگی، دگرگونی، بخش.         |
| 巽 Xun    | 風 باد      | بهار        | آرام             | 長女 بزرگترین دختر | 東南 جنوب‌شرقی  | نفوذ آرام، قابلیت انعطاف.         |

## باگوآ در فنگ شویی

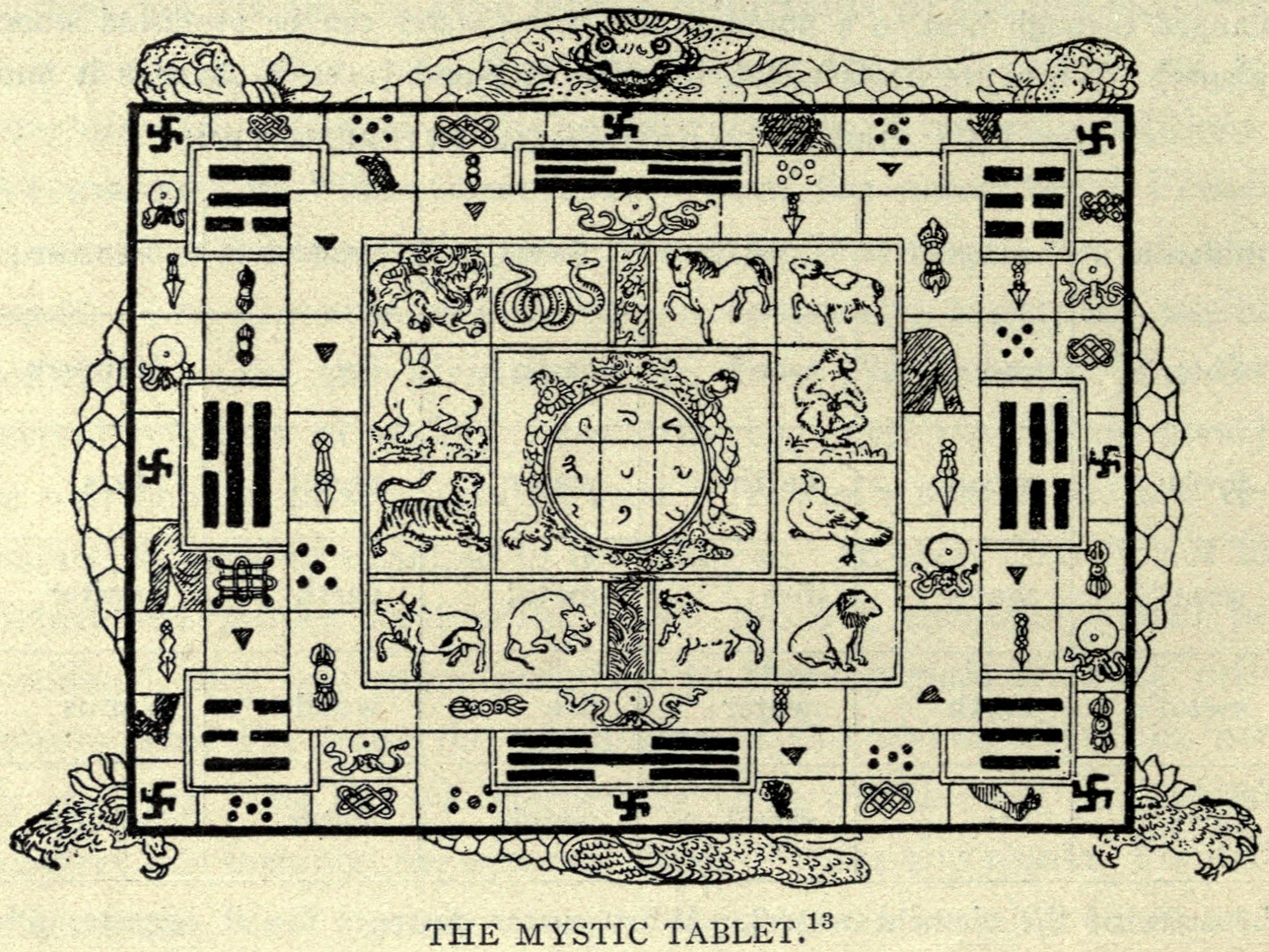
یک لوح رمزی تبتی متعلق به ۱۸۹۵ میلادی که هشت سه‌خطی باگوآ و نیز ۱۲ حیوان زودیاک چینی را بر پشت یک لاک‌پشت بزرگ کشیده‌است. (اشاره به اینکه فو هسی، سه خطی‌ها را از طرح‌های روی لاک‌پشت الهام گرفته‌است.) بر پشت لاک‌پشت کوچکی در مرکز مربع لوشو را می‌بینیم.

باگوآ از ابزارهای اساسی در بیشتر روش‌های فنگ شویی است. باگوآیی که در فنگ شویی بکار می‌رود به دو شکل است: باگوآی آسمان پیشین که در مکان خاکسپاری بکار می‌رفته و باگوآی آسمان پسین که در مکان زندگی بکار می‌برده‌اند.

### شیانتیان باگوآ
در آن که با نام فو شی باگوآ یا باگوآی آسمان پیشین نیز شناخته می‌شود بالاترین جایگاه از آن آسمان و پایین‌تری جایگاه از آن زمین است. آتش و آب، تندر و باد دو زوج دیگرند که در روبروی یکدیگر قرار می‌گیرند؛ کوهستان و دریاچه هم در برابر یکدیگرند.  جایگاه قرارگیری سه‌خطی‌ها در آن به گونه‌ای است که زوج‌های متضاد در برابر هم قرار می‌گیرند که نشان‌دهنده نیروهای متضاد یین و یانگ و نیز وضعیت آرمانی است که در آن همه چیز در تعادل قرار دارد.

### هوتیان باگوآ
در آن که با نام باگوآی شاه ون یا باگوآی آسمان پسین نیز شناخته می‌شود دنباله سه‌خطی‌ها نشان‌دهنده تغییرات محیطی‌است. برخلاف باگوآی آسمان پیشین، این یک باگوآی پویاست که انرژی‌ها و مظاهر هر سه‌خطی در جریانی به دنبال یکدیگر قرار دارند. این دنباله در قطب‌نمای لو پن بکار گرفته می‌شود که با آن جابجایی‌های چی را در بدن انسان بررسی می‌کنند.و...

### باگوآی هشت آرزو
در غرب، بیشتر فنگ‌شویی را با باگوآی هشت بهشت می‌شناسند. در آن هر سه‌خطی به یکی از جنبه‌های زندگی مربوط است. با باگوآی هشت آرزو می‌توان فنگ‌شویی را به قدری ساده کرده که بدست هرکسی بکار گرفته شود. استادان فنگ‌شویی قدیمی آن را نیو فنگ‌شویی می‌خوانند چون هم ساده است و هم اینکه از فرم‌های دورنما، تأثیرات زودگذر و دورهای سالیانه در آن صرف نظر شده‌است. باگوآی هشت آرزو، خود به دو شاخه تقسیم می‌شود که یکی از قطب‌نما و جهت‌های اصلی استفاده کرده و دیگری در اصلی را بکار می‌بندد.

### نقشه باگوآ
نقشه باگوآ ابزاری است که در فنگ‌شویی‌های جدید برای تهیه نقشه از اتاق یا مکان بکار می‌رود که ببینند که بخش‌های مختلف آن با کدام جنبه از زندگی ارتباط دارد. بخش‌های مکان را با آن می‌توان به جنبه‌های مختلف زندگی یعنی شهرت، رابطه/ازدواج، فرزندان/باروری، سفر، شغل، دانش درونی، خانواده/سلامت/پیشینیان، و ثروت/برکت تقسیم کرد.
در این روش، نقشه را بر کف زمین، خانه، اتاق یا میز کار شخص می‌گذارند تا بتوانند بخش‌های بدون نیروی چی را پیدا کرده و بخش‌هایی را که نیاز به بهبود دارند پیدا کنند. به عنوان مثال، شبکه باگوآ را بر نقشه خانه پهن می‌کنند و با آن می‌توانند مکان دستشویی، حمام و آشپزخانه را مشخص کنند.

## بکارگیری امروزه
- نشان‌های یونیکد آن‌ها از U+263 تا U+2637 است:[۵](☰ ☱ ☲ ☳ ☴ ☵ ☶ ☷)
- در سریال تلویزیونی لاست، باگوآ در نشان سازمان نوآوری دارما بکار گرفته شده‌بود.
- در انیمه ناروتو، جنگ‌افزار اصلی خاندان هیوگا، «هشت سه‌خطی شصت‌وچهار دست» است.
- در آواتار: آخرین هواشکن تکنیک هواشکنی بر پایه باگوآ است. در دنباله بعدی آن، افسانه کورا، باگوآ را دوباره در جزیره معبد هوا می‌بینیم.